# Kleppe/Verdalen
Kleppe/Verdalen är en tätort i Klepps kommun i Rogaland fylke i sydöstra Norge. Orten består av de två sammanväxta orterna Kleppe och Verdalen och ligger cirka fem kilometer norr om staden Bryne.
Orten Kleppe utgör kommunens centralort.